# Judgment Day 2002
Judgment Day 2002 was een professioneel worstel-pay-per-viewevenement dat georganiseerd werd door World Wrestling Entertainment (WWE). Dit evenement was de 4de editie van Judgment Day en vond plaats in de Gaylord Entertainment Center in Nashville (Tennessee) op 19 mei 2002. Judgment Day 2002 was chronologisch de eerste pay-per-view die door de federatie werd georganiseerd onder de huidige bedrijfsnaam WWE. 
De belangrijkste gebeurtenis was een match tussen de kampioen Hollywood Hulk Hogan en The Undertaker voor de WWE Undisputed Championship. The Undertaker won de wedstrijd en werd zo de nieuwe kampioen.

## Matchen en resultaten
| Nr.                                                                          | Match | Winnaar(s)                 |
| ---------------------------------------------------------------------------- | --- | -------------------------- |
| -                                                                            | William Regal (c) vs. D'Lo Brown in een een-op-eenmatch voor het WWE European Championship                                                                 | William Regal (c)          |
| 1                                                                            | Eddie Guerrero (c) defeated Rob Van Dam in een een-op-eenmatch voor het WWE Intercontinental Championship                                                  | Eddie Guerrero (c)         |
| 2                                                                            | Trish Stratus (c) (met Bubba Ray Dudley) vs. Stacy Keibler (met Reverend Devon en Deacon Batista) in een een-op-eenmatch voor het WWE Women's Championship | Trish Stratus (c)          |
| 3                                                                            | Brock Lesnar & Paul Heyman vs. The Hardy Boyz in een tag team match                                                                                        | Brock Lesnar & Paul Heyman |
| 4                                                                            | Steve Austin vs. The Big Show & Ric Flair in een Handicap match                                                                                            | Steve Austin               |
| 5                                                                            | Kurt Angle vs. Edge in een Hair vs. Hair match | Edge                       |
| 6                                                                            | Chris Jericho vs. Triple H in een Hell in a Cell match | Triple H                   |
| 7                                                                            | Billy en Chuck (c) vs. Rikishi & Rico in een tag team match voor het World Tag Team Championship                                                           | Rikishi & Rico (nc)        |
| 8                                                                            | Hollywood Hulk Hogan (c) vs. The Undertaker in een een-op-eenmatch voor het WWE Undisputed Championship                                                    | The Undertaker (nc)        |
| (c) huidige kampioen voor en na de match \| (nc) nieuwe kampioen na de match | |                            |